# نمس فرعوني

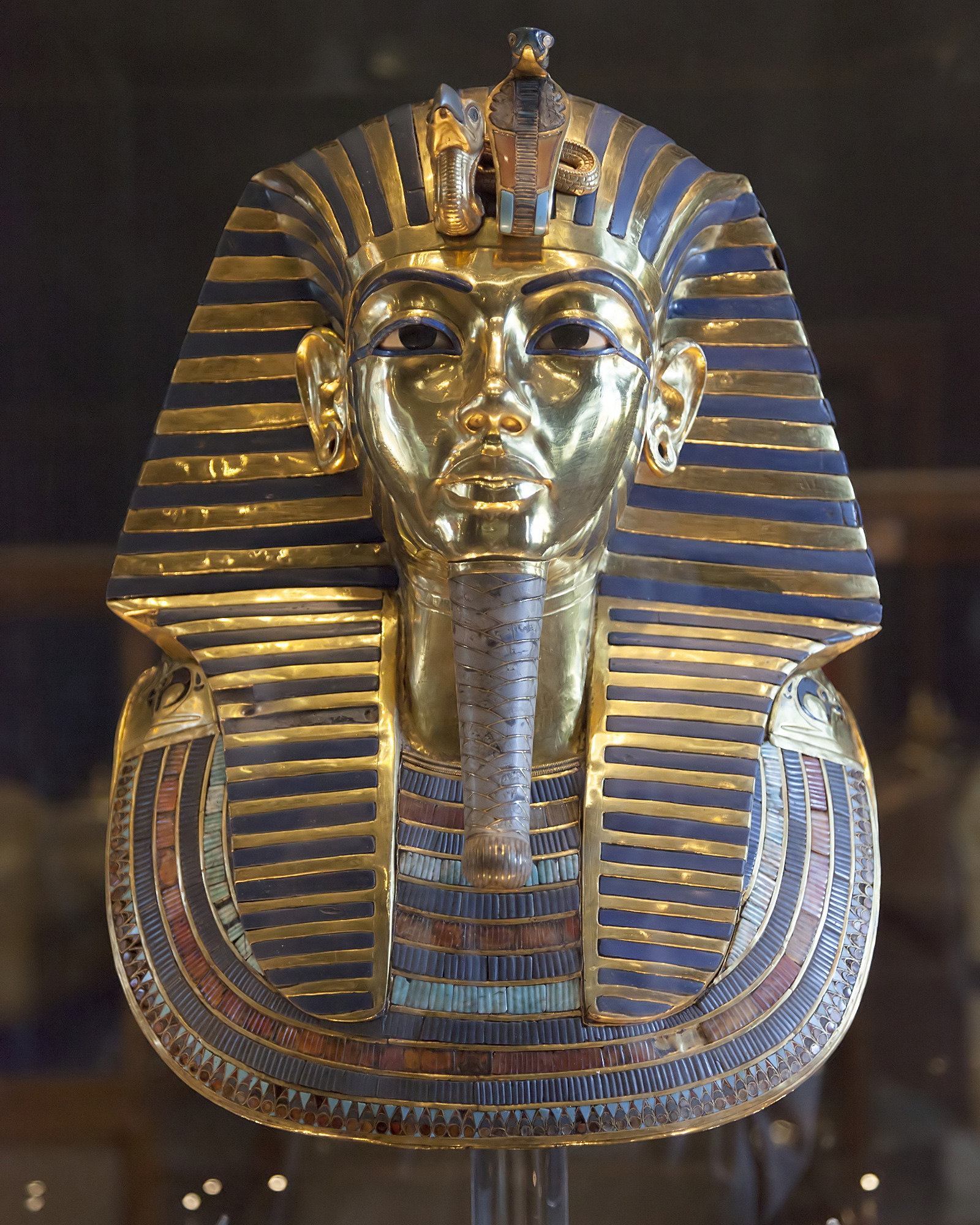
قناع توت عنخ آمون الذهبي مرتديا النمس الفرعوني

النمس الفرعوني هو غطاء للرأس مخطط  يرتديه الملك في مصر القديمة. غطت التاج بالكامل ومؤخرة الرأس ومؤخرة العنق (أحيانًا يمتد أيضًا قليلاً إلى أسفل الظهر) وكان به طيتان كبيرتان تتدليان خلف الأذنين وأمام كلا الكتفين.  تم دمجه أحيانًا مع التاج المزدوج  كـما هو الحال مع على تماثيل رمسيس الثاني في أبو سمبل. أقدم تصوير للنمس، إلى جانب الصل، هو الملصق العاجي للملك  دن من  الأسرة الأولى. إنه ليس تاجًا في حد ذاته، لكنه لا يزال يرمز إلى قوة الملك.
وهي معروفة لعامة الناس من خلال تماثيلها العديدة وعلى وجه الخصوص قناع توت عنخ آمون أو رأس أبو الهول على هضبة الجيزة.

## التاريخ

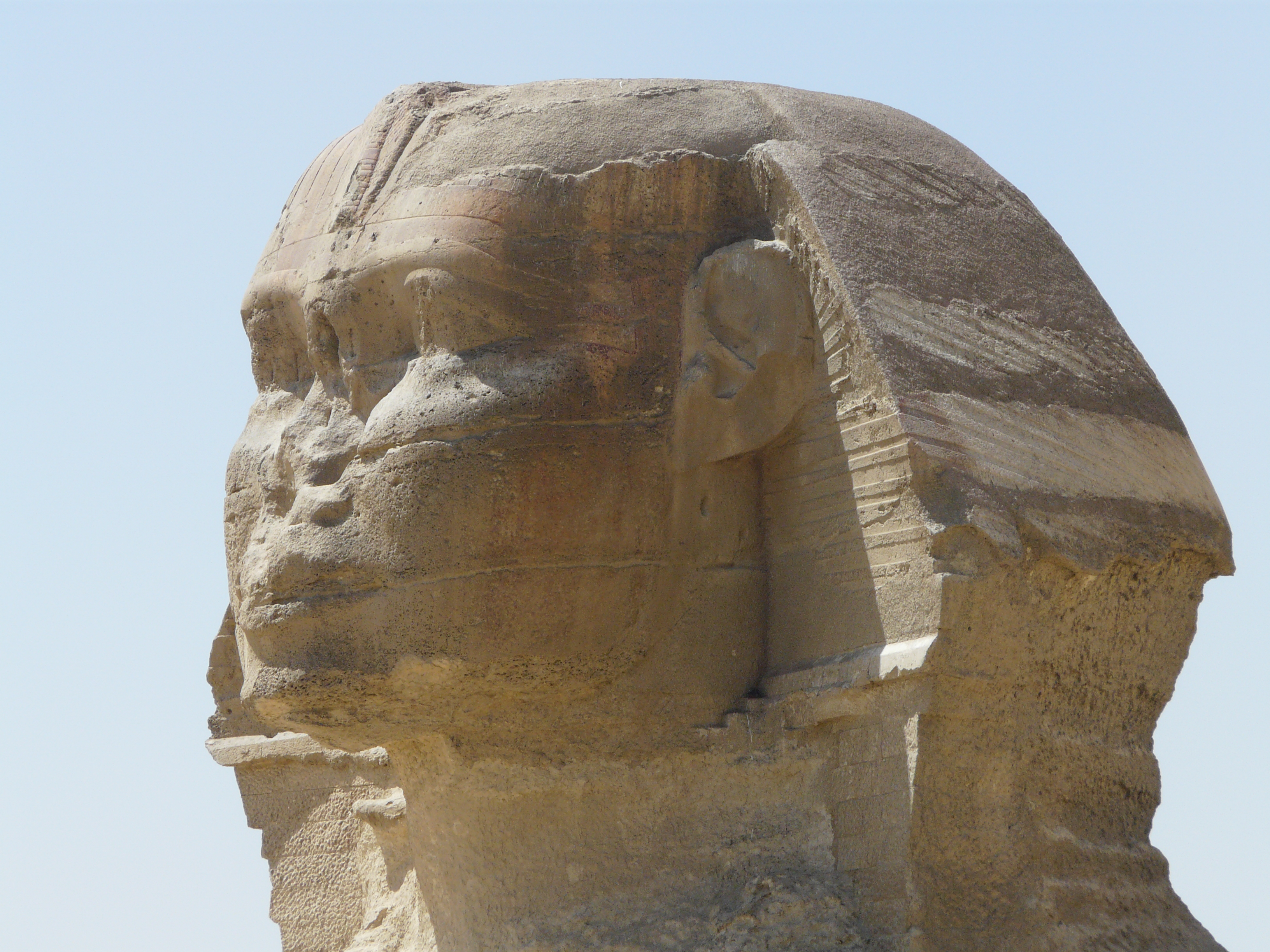
تمثال أبو الهول يرتدي النمس الفرعوني

أحد أكثر أشكال أغطية الرأس شيوعًا هو غطاء الرأس النمس. غطى غطاء الرأس المصنوع من الكتان هذا الرأس وغالبًا ما كان يحتوي على زوائد معلقة أسفل الجانبين وفوق الكتفين. غالبًا ما كانت أغطية الرأس النمس مليئة بالألوان الزاهية. وضعت إطارًا حول الوجه وهي مشهورة بنوع غطاء الرأس الذي كان يرتديه الملك توت عنخ آمون، الذي حكم مصر في القرن الرابع عشر قبل الميلاد والذي تم اكتشاف نعشه الذهبي في عام 1922 وتم عرضه في جميع أنحاء العالم.
غطاء الرأس الأكثر شيوعًا في صور الملوك.والذي يعود تاريخه إلى عصر الدولة القديمة. غطاء الرأس هذا هو الأسلوب الأكثر شهرة. تم لصق الكتان المخطط أو المزخرف بدقة على شريط تم تثبيته على مستوى منخفض عبر الجبهة وممتد حول الأذنين. كان يعلق على مقدمة هذه الفرقة الصل أو الثعبان المقدس الذي يمثل ألوهية الملك. في كل جانب، تم تقطيع الكتان إلى مستدقات مدورة ونشا إلى حواف صلبة تتدلى إلى الأمام على الكتفين. تم سحب بقية القماش في قائمة انتظار في الجزء الخلفي من الرقبة لمحاكاة ذيل الأسد للسيادة. تشمل عمليات التحويل الباقية للنسيج الأبيض مع خطوط من لون واحد، والأبيض الصلب العرضي، أو نسج خيط ذهبي. ومن أشهر صور الغطاء قناع المومياء الذهبي لتوت عنخ آمون، والذي يحتوي على خطوط زرقاء مطعمة باللازورد.
غطاء الرأس النمس يرتديه الحكام من عصر المملكة المصرية القديمة إلى المملكة المصرية الحديثة ؛ هيكل يشبه الوشاح يغطي الرأس بالكامل، متدليًا إلى الكتف خلف الأذنين، وذيل طويل في منتصف الظهر يرمز إلى ذيل الأسد.
تم دمجه أحيانًا مع التاج المزدوج، كما هو الحال في تماثيل رمسيس الثاني في أبو سمبل . أقرب تصوير للنمس، إلى جانب الصل. غطاء الرأس النمس يظهر من وقت زوسر في بداية الأسرة الثالثة

## الوصف
نمس عبارة عن غطاء رأس من القماش (الكتان) معقد إلى حد ما، يتكون من عدة أجزاء، وقد تطورت بمرور الوقت.
أجزاء النمس هي:
- الخات: الجزء الرئيسي الذي يغطي الجزء العلوي والخلفي من الرأس، من الجبهة (الحافة العلوية) إلى مؤخرة العنق (الذي يؤدي إلى الظهر)

- الأجزاء الزمنية: الأجزاء الجانبية التي تغطي الصدغين وتشكل الطيات بين الغطاء والأجنحة

- الشريط الأمامي: شريط ذهبي يحمل غطاء الرأس ويحيط بجزءه والأجزاء الزمنية ويستريح على الأذنين.

- الصل: تمثيل الإله الكوبرا المفترض أن يحمي الملك من أعدائه.

- الأجنحة: الأجزاء التي تؤطر جوانب وجه الملك، بدءًا من غطاء الرأس وانتهاءً بالكتف لتشكل نوعًا من المثلث.

- التداعيات: أجزاء تمتد الأجنحة وتتراجع على صدر الملك وتضعف.

- الجديلة: الجزء الذي ينتهي خلف غطاء الرأس على شكل ضفيرة تمتد من الرقبة إلى منتصف الظهر.

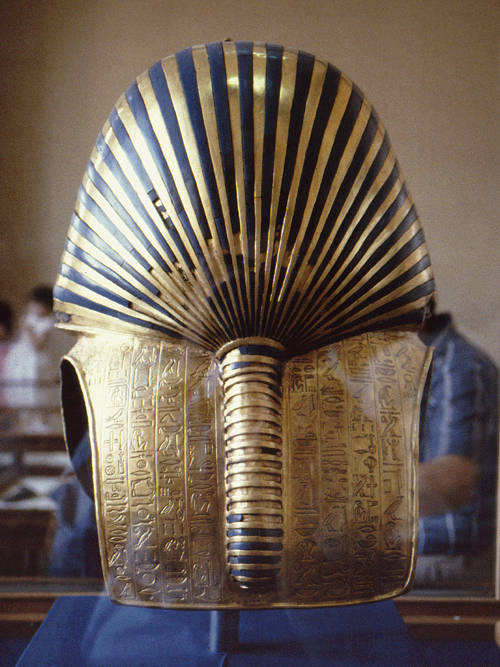
ظهر قناع توت عنخ آمون المرتدي النمس الفرعوني ويوجد بها الجديلة

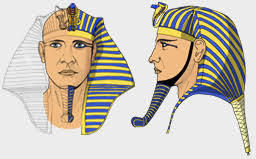
شكل النمس من الجوانب

## رمزي

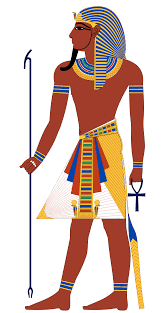
إله مصري قديم يرتدي النمس

النمس هي إحدى الصفات التي يشترك فيها ملك مصر مع الآلهة المصرية والتي تميزه عن العام البشر. خلافًا للاعتقاد السائد، كان الملك بالفعل هو الوحيد القادر على ارتداء غطاء الرأس هذا، شارة مكتبه.
نصوص الأهرام تشير إلى النمس كرمز للإلهة النسر نخبيت. تمثل الألواح التي تحيط بوجه الملك الأجنحة الواقية للإلهة.

## معرض

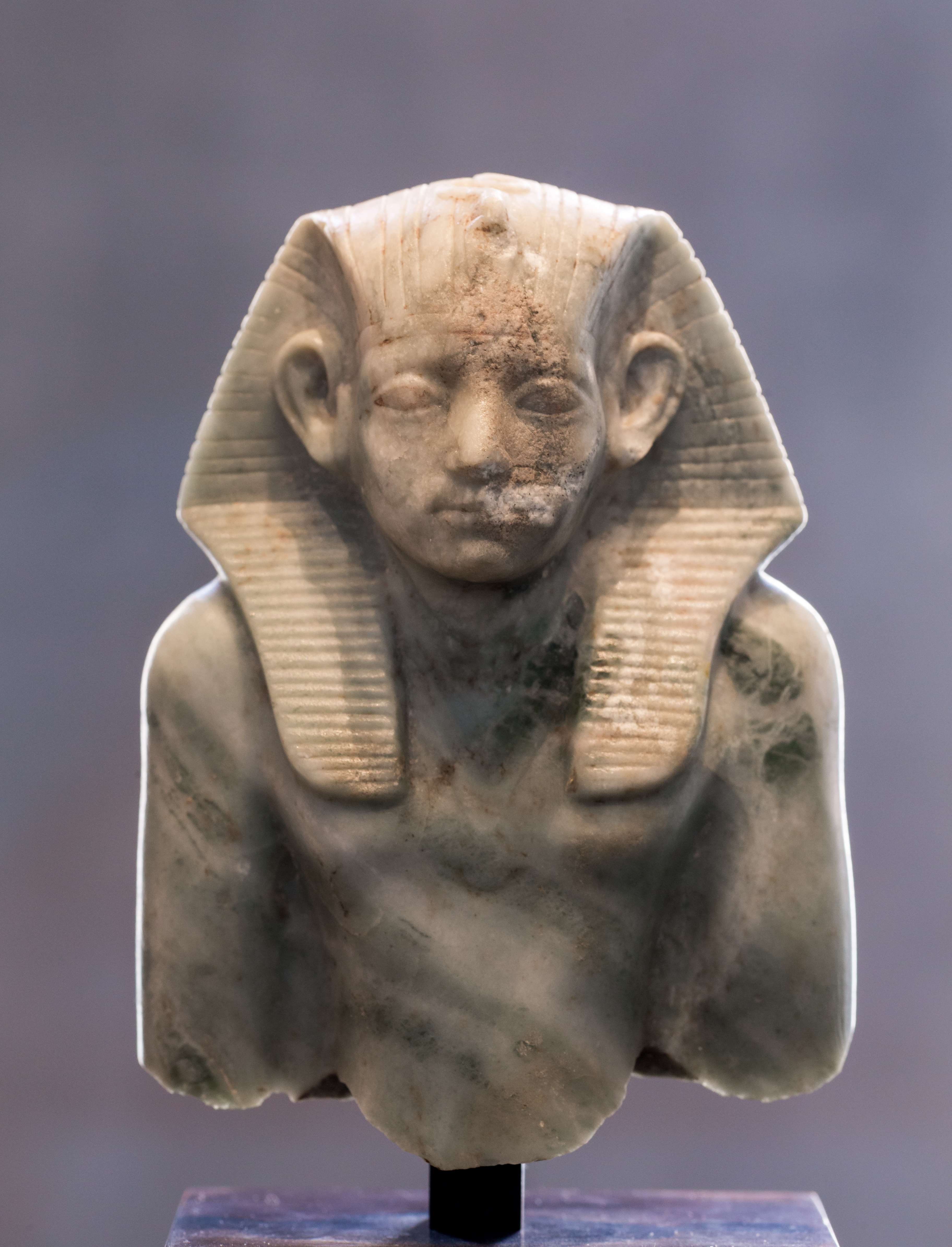
الجزء العلوي من تمثال صغير لفرعون أمنمحات الثالث يرتدي نمس، حوالي 1853-1805 ق.م
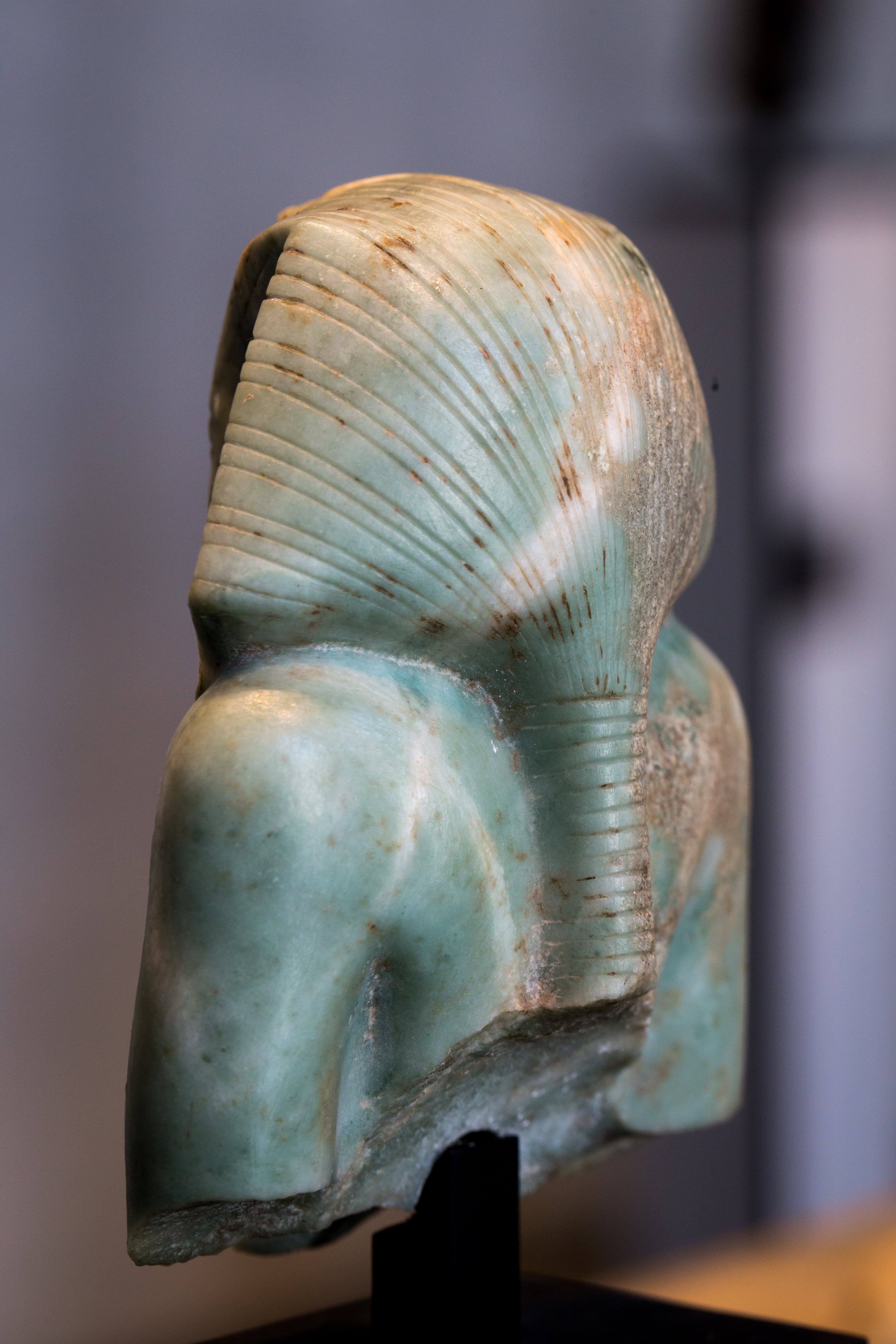
الجزء الخلفي من الجزء العلوي من تمثال صغير بورتريه للفرعون أمنمحات الثالث، يرتدي نمس، حوالي 1853-1805 ق.م
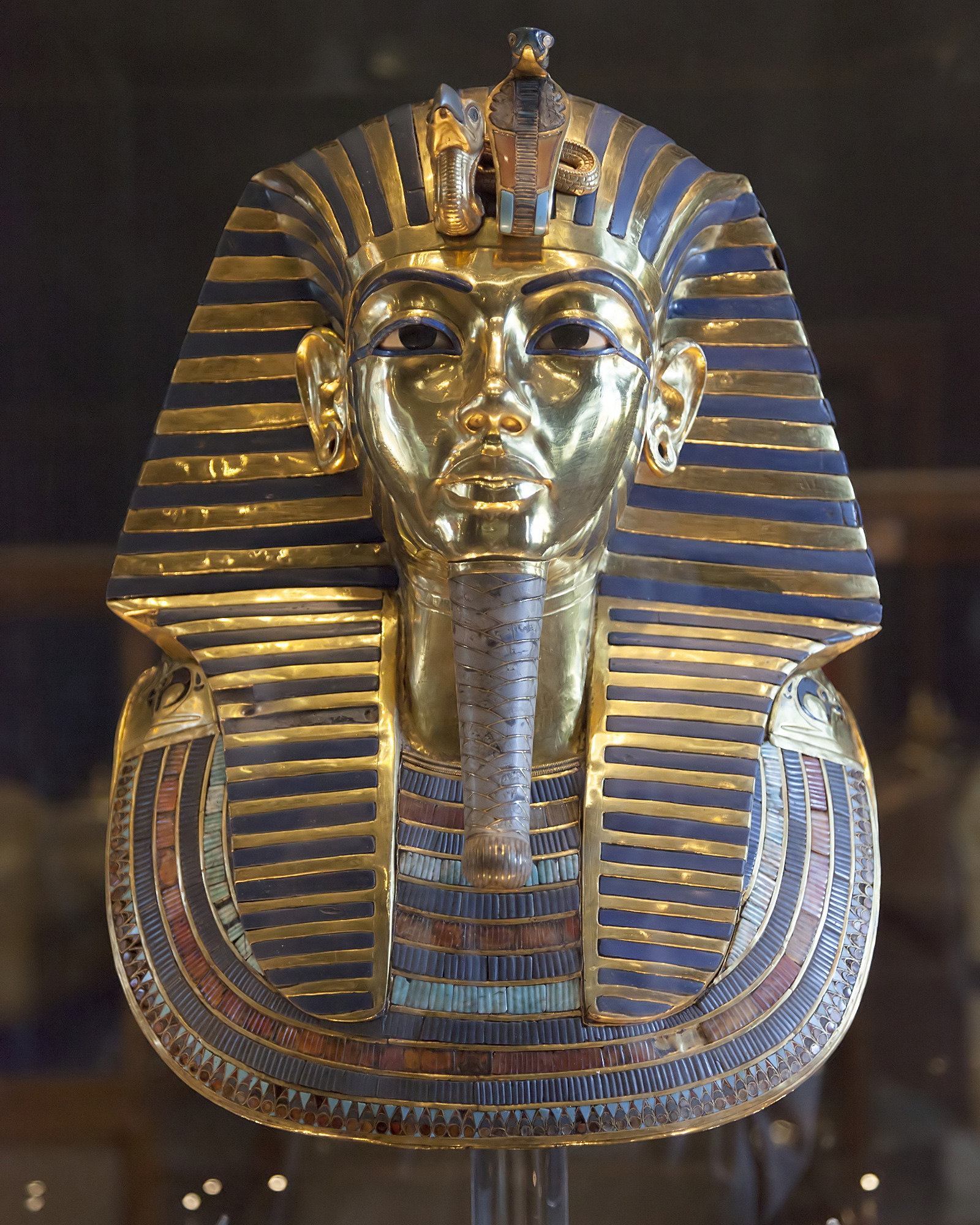
القناع الذهبي من مومياء توت عنخ آمون يرتدي النمس، حوالي 1323 ق.م
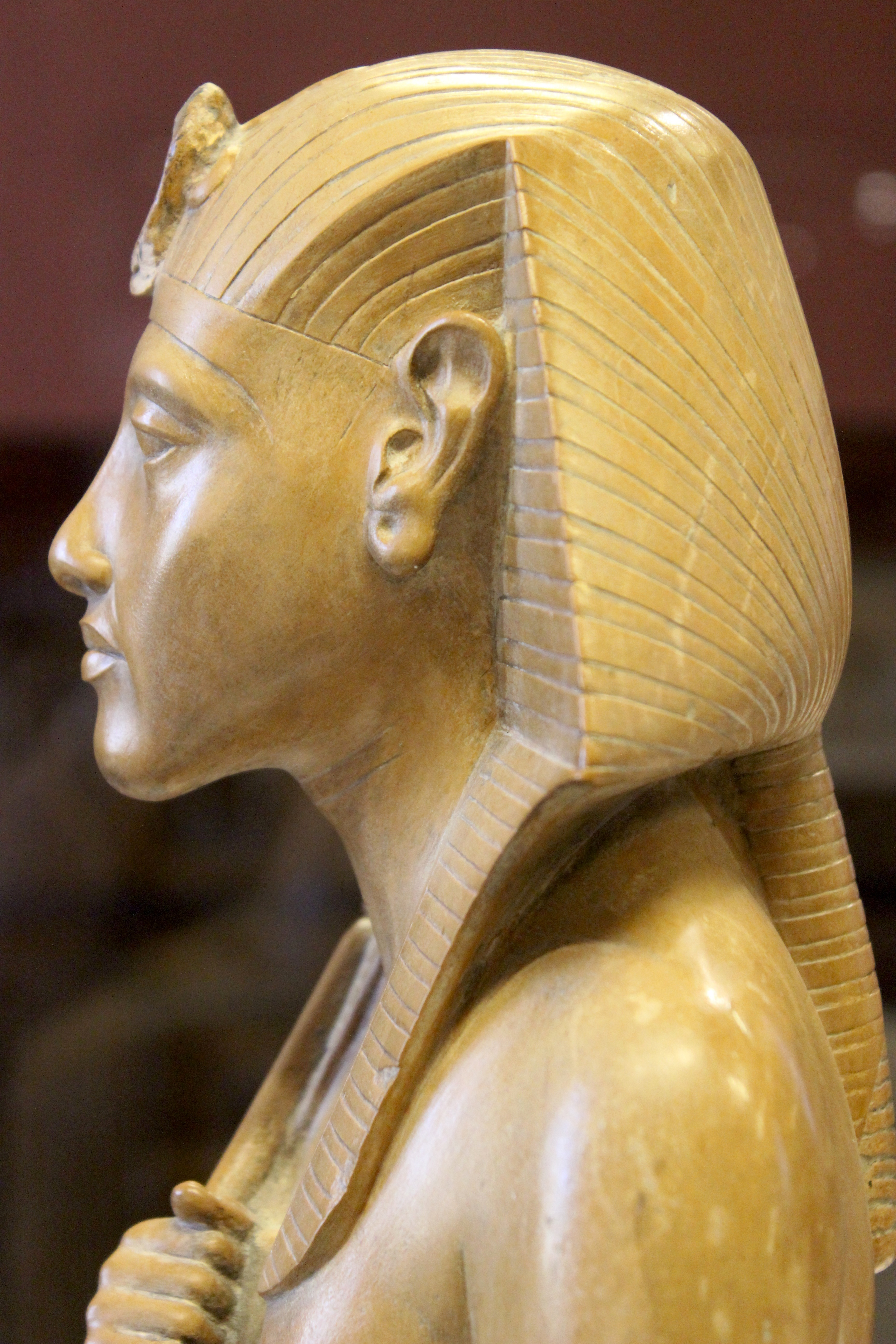
لمحة عن تمثال صغير لـ إخناتون يرتدي نمس، حوالي 1351-1332 BC
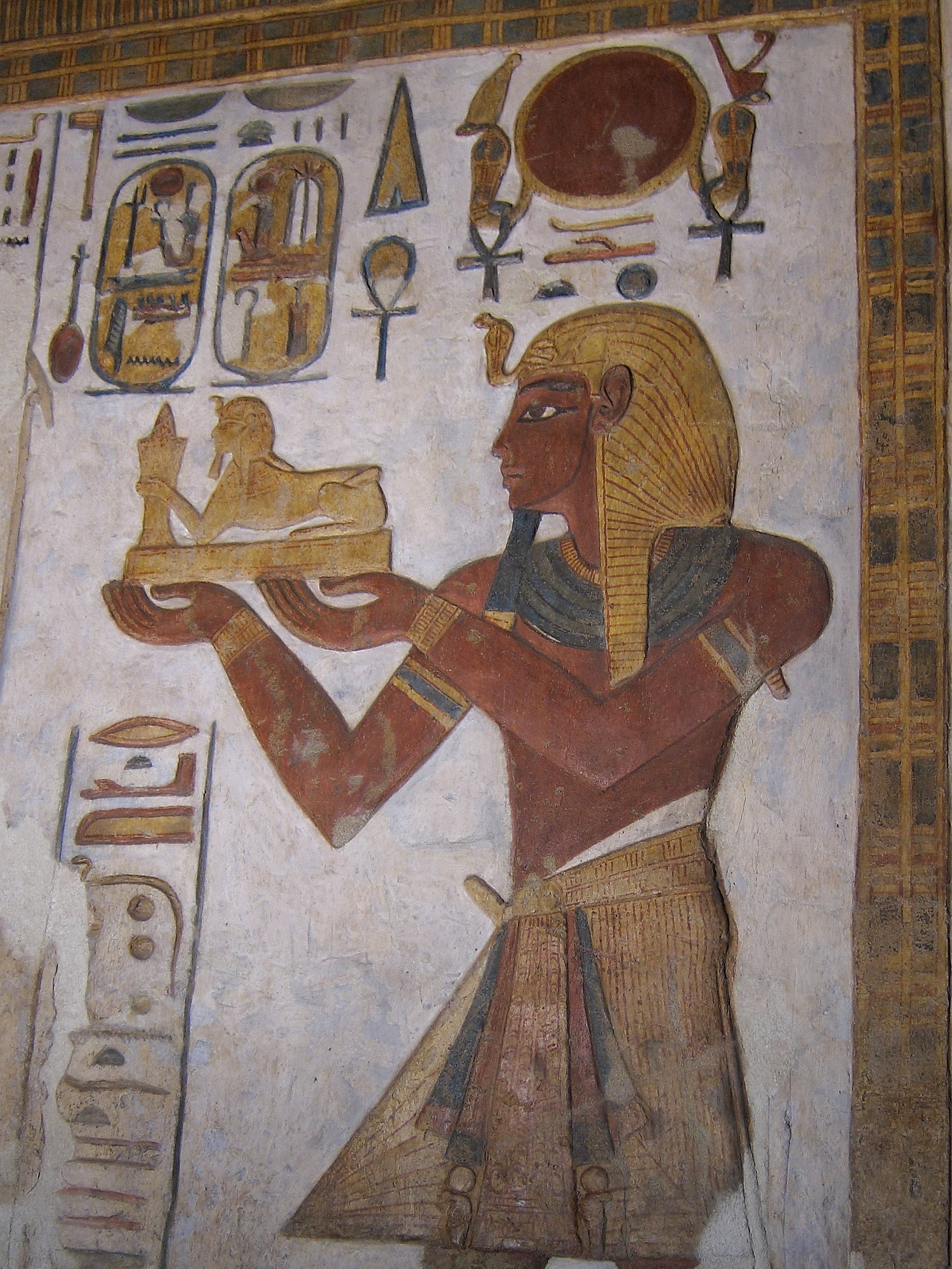
نقش من معبد خنسو يصور رمسيس الثالث يرتدي نمس
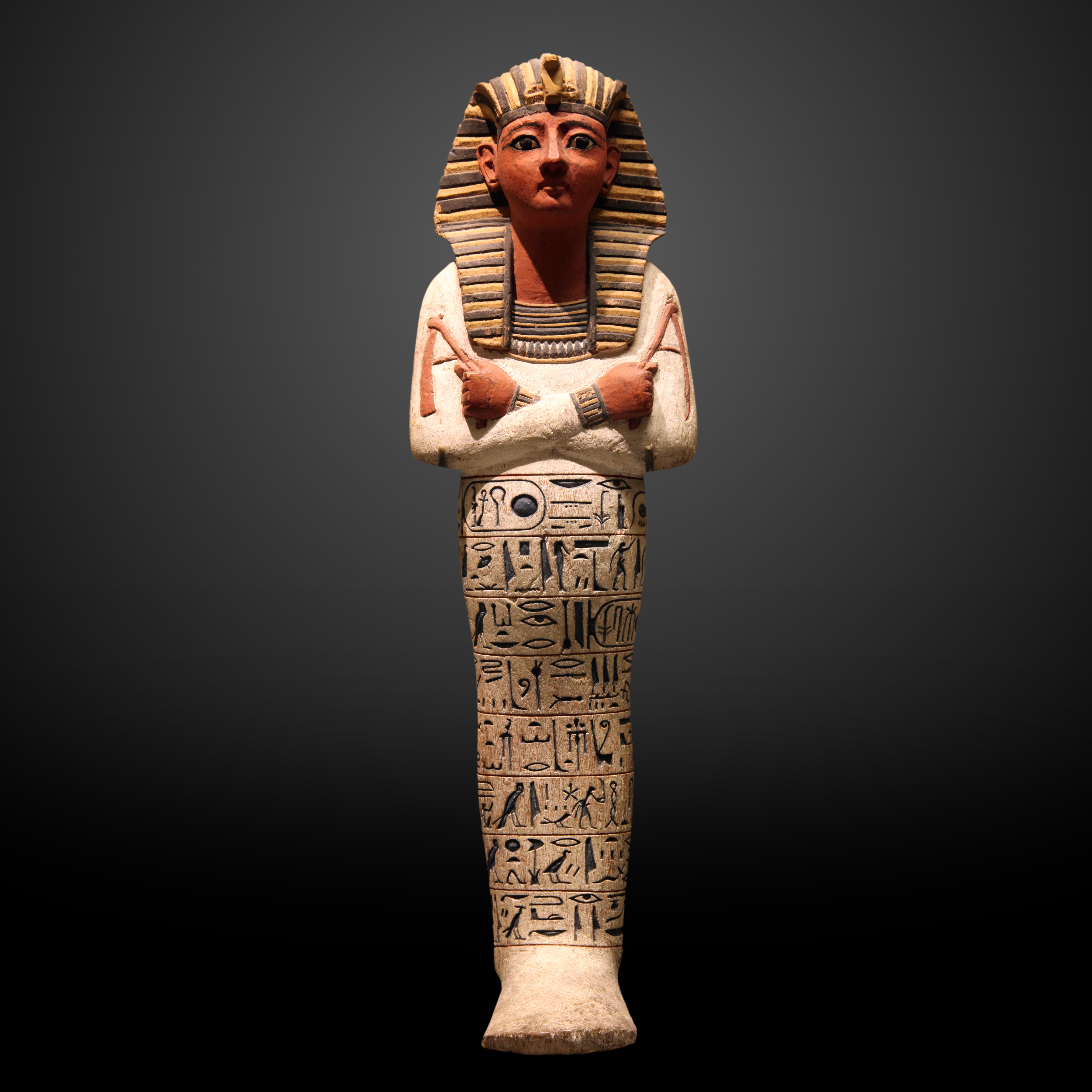
أوشبتي من رمسيس الرابع مع نمس، حوالي 1143-1136 ق.م
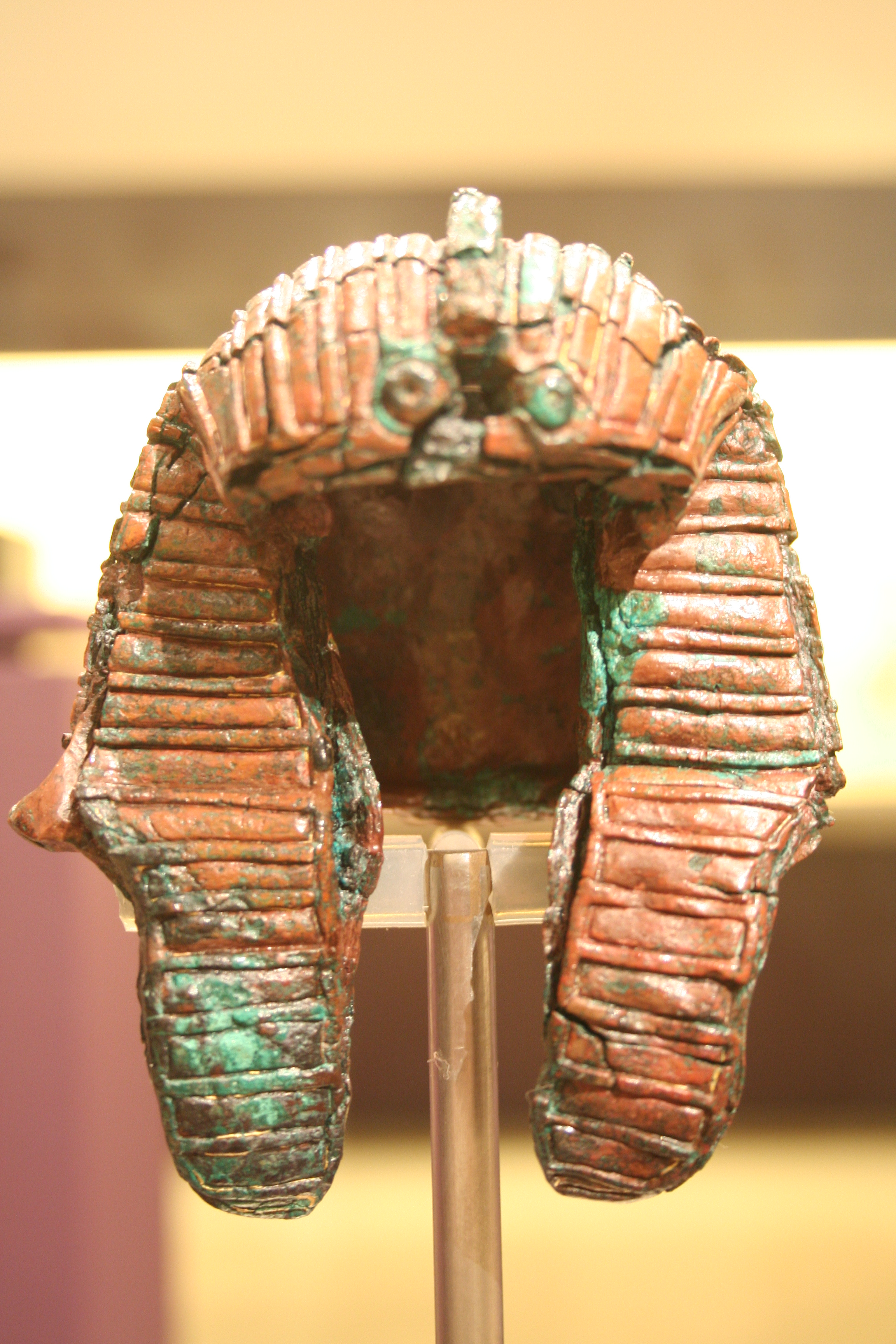
نمس معدني مصغر
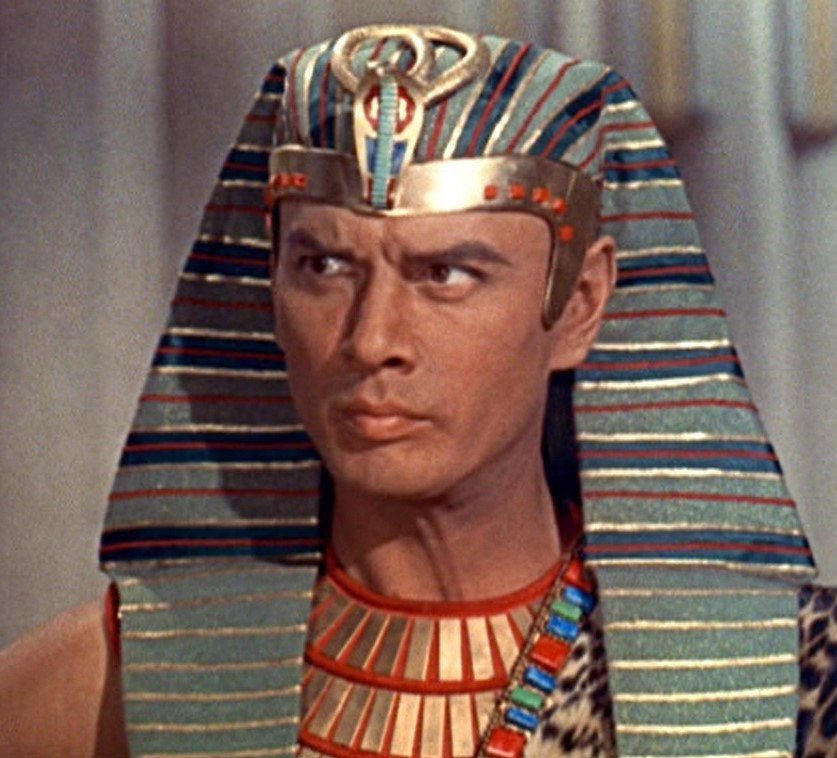
يول براينر يرتدي نمس، مثل رمسيس الثاني في الوصايا العشر (فيلم 1956)